# Види в Кіновсесвіті Marvel
Кіновсесвіт Marvel (MCU) — американська медіа-франшиза та загальний усесвіт, зосереджений на фільмах про супергероїв та інших серіалах, у яких головні ролі виступають різні титуловані супергерої, незалежно вироблені Marvel Studios та засновані на персонажах, які з’являються в американських коміксах, виданих Marvel Comics. Спільний усесвіт, як і оригінальний усесвіт Marvel у коміксах, був створений шляхом перехрещення загальних елементів сюжету, налаштування, акторського складу та персонажів. Через галактичну природу франшизи було введено кілька видів.

## Асґардці
Асґардці, або аси, — це мешканці Асґарду, на якому базуються боги скандинавської мітології. Це раса інопланетян, зовні схожих на людей, які володіють високорозвиненою технологією, що нагадує магію та чаклунство, на яких побудована вся їхня цивілізація. В основному їх знищують Танос, Гела та Суртур.
Вони з'явилися у фільмах «Тор», «Месники», «Тор: Царство темряви», «Месники: Ера Альтрона», «Доктор Стрендж», «Тор: Раґнарок», «Месники: Війна нескінченности» та « Месники: Завершення»; а також серіал ABC «Агенти Щ.И.Т.» і проєктах Disney+ «Локі» та «А що як...?».

## Селестіали
Селестіали — це древня раса істот, які володіють величезними здібностями маніпулювати матерією та енергією. Вони були присутні задовго до з'явлення галактичних спільнот і навіть асґардців. Їх походження і природа оповита таємницею. Усе, що відомо про них, знають лише деякі, наприклад Танелір Тіван / Колекціонер, який показує, що селестіали використовували Камені Вічности як засіб сили проти менших форм життя. Відрізану голову померлого селестіала перетворили на Ніде. Голова з'являється в «Вартових галактики» та «Месниках: Війна нескінченности».
У «Вартових галактики 2», Жива планета Еґо, біологічний батько Зоряного лицаря, є селестіалом, який керує гуманоїдним аватаром, щоб подорожувати по всесвіту. Його планетарна форма є живим продовженням його селестіальної свідомости. Протягом багатьох років він посадив тисячі саджанців інопланетян, щоб розширити своє існування на всіх планетах, які підтримують життя. Однак Еґо потребувала допомоги іншого селестіала, щоб активувати їх, тому він породив дітей різних інопланетних рас і попросив Йонду Удонта повернути їх, щоб він міг оцінити їхні небесні сили. Квілл — єдина дитина, яка здобула селестіальні здібності свого батька, хоча втрачає їх після того, як вбив Еґо і зірвав його плани. Селестіал Есон Шукач є одним із попередніх власників каменя могутности. Він використав її силу, щоб вирівняти поверхню цілої планети.
Вони з'явилися у фільмах «Вартові Галактики», «Вартові Галактики 2» і  «Вічні», а також в анімаційному серіалі Disney+ «А що як...?».

## Читаурі
Читаурі — це могутня раса воїнів рептилій, гібрид між органічними істотами та машинами. Вони мають кастове суспільство, причому кожна каста (майже інший вид сама по собі) виконує різну роль у суспільстві читаурі. Вони в союзі з Таносом через його візира, істоту в капюшоні, яку називають «Іншим». Вони представлені як раса сірошкірих шестипалих гуманоїдів рептилій, які мають біомеханічну фізіологію та надлюдські властивості. Їхня технологія варіюється від скімерів на повітряній подушці та некрокрафт до живих десантних авіаносців, які називаються Левіатанами, і всі вони нейронно пов’язані з материнським кораблем.
- У 2012 році Інший, діючи від імені Таноса, позичає читаурі Локі для вторгнення на Землю. У той час, як вони в кінцевому підсумку перемагають Месників, Залізна Людина знищує материнський корабель за допомогою викраденої ядерної ракети, а сили вторгнення миттєво падають від розумового зворотного зв’язку.
- У 2014 році Інший ненадовго з'являється, де він зв'язується з Ронаном Обвинувачем і Небулою щодо зради Ґамори і викликає їх у Святилище від імені Таноса. Як тільки вони двоє з’являються, Ронан доводить свою справу перед Таносом, а Інший лає його за невдачу, а потім Ронан його вбиває Ронан. Читаурського солдата також бачать ув’язненим у музеї колекціонера.
- У 2015 році технологію Читаурі вивчає і використовує фракція Гідри на чолі з бароном Стракером – багато з його військових носять костюми і використовують зброю з броні Читаурі, а в прихованій лабораторії Стракера знаходяться останки Левіатана. Крім того, як вперше натякає на психологічну травму, показану в «Залізній Людині 3» і доповнену здібностями Ванди Максимової, що дають йому кошмарне бачення, Тоні Старк побоювався, що Читаурі врешті-решт можуть повернутися на Землю, що призводить до його необдуманих дій у створенні Альтрона.
- У 2017 році, поряд з технологіями Темних Ельфів і Stark Industries, технологію Читаурі використовує Адріан Тумс та його когорти, які викрадають її з Damage Control і перетворюють на зброю для продажу на чорному ринку та підробляють такі технології, як Польотний костюм грифа і рукавиці Шокера.
- У 2018 році Чітаурі є силовиками Таноса в його місії з отримання Каменів Вічности. У спогадах також виявлено, що Читаурі брали участь у вторгненні на рідну планету Ґамори, коли вона була дитиною, в результаті чого її захопив Танос.
- В альтернативному 2012 році Читаурі б'ються в битві за Нью-Йорк. У сучасному 2023 році альтернативні версії Читаурі та їхні Левіатанів з 2014 року беруть участь у битві за Землю. У той час як деякі чітаурі та левіатани були вбиті, решту вбиваєЗалізна людина за допомогою Нанорукавиці Вічности.

Вони знялися у фільмах «Месники», «Вартові Галактики», «Месники: Ера Альтрона», «Месники: Війна нескінченности» та «Месники: Завершення» ; а також серіал Disney+ «Локі» (архівні кадри), «А що як...?», і «Гокай».

## Девіанти
Девіанти — це раса органічних істот, створена селестіалом Арішемом. Як і Вічні, вони відправляються на планети, щоб забезпечити розвиток розумного життя, створити необхідні умови для народження селестіалів. Девіанти досягають цього, усуваючи вершинних хижаків планет, дозволяючи зростати популяції розумного життя. Однак, на відміну від Вічних, девіанти можуть еволюціонувати і в кінцевому підсумку самі стати загрозою для розумного життя. Вічні були відправлені на заміну з додатковою місією з ліквідації девіантів.
На Землі вважалося, що девіанти були знищені Вічними на чолі з Аяк у 1521 році до їхнього відродження в 2024 році. Один із цих девіантів, Кро, вбиває лідерку вічних Аяк та Ґільґамеша та поглинає їхні здібності.
Вони з'явилися у фільмі «Вічні».

## Гноми
Гноми — стародавня раса вправних ковалів, які родом із царства Нідавеллір. Ними керує король Ейтрі. Вони близькі союзники асґардців і на прохання Одіна викували Мьольнір.
Ейтрі з'являється в «Месниках: Війна нескінченности», коли Тор, Ракета і Ґрут прибувають на Нідавеллір. Вони знаходять Ейтрі, який повідомляє їм, що Танос вбив решту гномів після того, як вони викували Рукавицю Вічности.

## Ельфи
Ельфи — це дві окремі раси, Темні ельфи Свартальфгайма і Світлі ельфи Альфгайму. Темні ельфи на чолі з Малекітом вперше з'являються в «Тор: Царство темряви». Темні ельфи, як і їхні вороги асґардці, зображені як стародавні астронавти. Стверджується, що вони існували в первісній темряві, яка передувала нинішньому яскравому стану всесвіту. Їхня мета – знищити нинішній Всесвіт і повернути існування назад до цього стану. Вони вважалися вимерлими, але без відома асґардців, Малекіт і низка воїнів втекли і пішли в застій у глибокому космосі. Для фільму Девід Дж. Петерсон створив мову для темних ельфів під назвою Shiväisith. У «Вартових галактики» ув’язнений темний ельф з’являється як експонат у музеї Танеліра Тівана. У «Людина-павук: Повернення додому» технологія темних ельфів, яка була взята від битви за Ґрінвіч, була використана Тінкерером разом із технологіями читуарі та Stark Industries.
Вони знялися у фільмах «Тор: Царство темряви» і «Вартові галактики»; а також серіали Disney+ «Локі» (архівні кадри) і «А що як...?».

## Вічні
Вічні — це безсмертна раса надпотужних синтетичних істот, штучно створених селестіалами у Світовій Кузні, щоб позбавити планети девіантів, щоб забезпечити безперервний ріст їх рідного населення, дозволяючи новим селестіалам «з'явитися», коли настане час. Група з десяти Вічних — Аяк, Серсі, Ікаріс, Кінґо, Спрайт, Фастос, Маккарі, Друїґ, Ґільґамеш і Тена — відправляються на Землю на своєму зоряному кораблі «Домо» Арішемом у 5000 р. до н.е., де вони допомагають людству прогресувати, утримуючись. від втручання в людські конфлікти. У 2024 році ця група вічних повстає, коли дізнається про своє справжнє призначення, при цьому Аяк і Ґільґамеша вбивають девіанти. Серсі замінює Аяк на посаді лідерки команди і активує Уні-Розум, успішно запобігаючи народженню селестіала Тіамата та знищенню планети. Охоплений почуттям провини Ікаріс, який поклявся виконувати вказівки Арішема, але не зміг змусити себе вбити Серсі, летить до Сонця та помирає, а Спрайт перетворюється на людину.
Вони з'явилися у фільмі «Вічні».

## Флеркени
Флеркени — інопланетні істоти, що нагадують земних котів за зовнішнім виглядом і поведінкою. У них є щупальця, які виходять з рота і можуть ковтати великі предмети і зберігати їх у кишенькових розмірах у животі. Флеркени також мають довговічність.
- Ґусь з'являється в бойовику «Капітан Марвел». Вона супроводжує Керол Денверс і Ніка Ф'юрі під час їхньої місії, де вона демонструє свої здібності, перемігши солдатів крі і проковтнувши Тесеракт, тобто Камінь Простору. Пізніше вона залишається з Ф'юрі.

## Льодяні велетні
Льодяні велетні — це раса великих гуманоїдних істот, що населяють заморожене безплідне царство, відоме як Йотунгайм. Ними керує Лафей, король льодяних велетнів, який також є справжнім біологічним батьком Локі / Сільві. Маленький і слабкий для льодяного велетня, Локі був покинутий батьком у храмі й залишений помирати. У 965 році нашої ери, незабаром після війни між льодяними велетнями та асґардцями, Локі був знайдений королем Одіном і вихований як його син.
Вони з'явилися у фільмі «Тор», а через Локі — у фільмах «Месники», «Тор: Темний світ», «Тор: Раґнарок», «Месники: Війна нескінченності» та «Месники: Завершення», а також у серіалі Disney+ «Локі» та «А що як...?».

## Крі
Крі — мілітаристська раса переважно синьошкірих гуманоїдів з планети Гала. Одна з найбільш технічно розвинених рас у галактиці, Крі володіють кваліфікацією в генній інженерії і відповідають за створення нелюдей на Землі.
Вперше вони з'явилися в серіалі «Агенти Щ.И.Т.», а дебютували в кіно в « Вартових Галактики». Ронан Обвинувач і Корат Переслідувач — єдині відомі особи Крі, які з'являються у фільмі. Вважається, що імперія Крі щойно підписала мирний договір з Корпусом Нова Ксандара, що завершило багатовікову війну між двома расами. Цей договір спонукає радикального Ронана розпочати кампанію геноциду відступників проти всіх ксандарців. На розчарування Корпусу Нова, посол крі (зображений Томасом Араною) каже Ірані Раелю, що Імперія крі відмовляється зупинити вбивства Ронана і що його змова не їх турбує, оскільки вони достатньо зробили з мирною угодою. Крі ненадовго з'являється в «Вартові галактики 2», де їхня планета Гала майже знищена Еґо. Далі вони з'являються в «Капітані Марвел». Пейс і Гонсу реприза їх ролі як Ронан і Кората, Йон-Роґґа, Мін-Ерва, Атт-Ласс, і Брон-Чар, які є членами військової команди крі Старфорс. У фільмі також з'являються Мар-Велл і Вищий Розум. Йон-Роґґ прибув на Землю, коли крі виявили, що Мар-Велл працювала над експериментом зі світлошвидкісним двигуном, а також приховувала деяких Скруллів. Коли Мар-Велл загинула в аварії разом прибув Йон-Роґґ, Керол стрельнула в двигун і піддалася його енергії. Після переливання крові від Йон-Роґґа спогади Керол були змінені і працювали під його керівництвом і Вищим Розумом. Потім Керол повернулася на Землю після зустрічі зі скрулами на чолі з Талосом. Коли справа дійшла до переговорів з Талосом, Керол дізналася, що крі зробили зі скрулами та їхнім рідним світом. Після зняття демпфера з її голови Керол використовує свої сили для боротьби з силами крі, що призвело до того, що більшість з них були вбиті або виведені з ладу. Йон-Роґґа повернули до Гали, щоб передати повідомлення Керол Вищому Розуму.
Вони знялися у фільмах «Вартові галактики», «Вартові галактики 2», «Капітан Марвел» і «Месники: Завершення»; а також серіал ABC «Агенти Щ.И.Т.» та анімаційному серіалі Disney+ «А що як...?».

## Аутрайдери
Аутрайдери — безглузді дикі прибульці, яких Танос використовує у своїй армії. Аутрайдери вперше з’являються у фільмі «Месники: Війна нескінченности», у якому вони вторгаються у Ваканду. Альтернативні версії Аутрайдерів з 2014 року з’являються в «Месниках: Завершення» під час останньої битви, але в кінці розпадаються від клацання Тоні Старка.
Неканонічний роман «Танос: Злий титан» походить від того, що Танос об’єднав зразки ДНК самого читаурі та різних видів, яких він убив.
Вони з'явилися у фільмах «Месники: Війна нескінченности» та « Месники: Завершення».

## Сакаарці
Сакаарці, також відомі як сакааранці, — це розумна раса комах, яка живе на планеті Сакаар.
- Вони вперше з’являються в «Вартових галактики», працюючи на Ронана Обвинувача. Представника раси без маски зображує Джеймс Ґанн.
- Окремий тип, схожі на личинок істоти, з’являється в «Тор: Раґнарок» і «Месники: Завершення» у вигляді Мієка.

## Скрули
Скрули — це раса інопланетних перевертнів, які родом з планети Скрулос.
- У 1995 році[9] Талос (зображений Беном Мендельсоном) є лідером Скрулів.[10] Фракція Скрулів на чолі з Талосом є жертвами геноцидної війни, яку ведуть крі, прибувши на Землю, щоб шукати допомоги вченої-ренегатки крі Мар-Велла у розробці двигуна на швидкості світла, який міг би доставити скрулів у безпечне місце. Після того, як воїн крі «Верс» дізнається про свою справжню особистість як Керол Денверс, вона допомагає захистити Талоса та інших біженців скрулів від нападу крі, перш ніж вони покинуть Землю, щоб знайти нову планету, на якій можна оселитися.
- У 2023 році скрулка, який видає себе за агентку ФБР, повідомляє Моніці Рамбо, що «старий друг» її матері хотів би з нею зустрітися.[11]
- У 2024 році Талос і його дружина Сорен позують за Ніка Ф'юрі і Марію Гілл на Землі, а справжній Ф'юрі працює з групою скрулів у космосі.[12]
- Скрули будуть широко представлені в серіалі Disney+ «Таємне вторгнення».[13]

Вони з’являлися у фільмах «Капітан Марвел» і «Людина-павук: Далеко від дому», а також у серіалах Disney+ «ВандаВіжен», «Локі»  і «А що як...?».

## Суверени
Суверени — це золотошкіра гуманоїдна раса, яка просунулася за допомогою генної інженерії та живе на об'єднанні однойменних планет. Їх очолює Аєша, Золота Верховна Жриця. У сцені після титрів у Вартових Галактики 2, Аєша спостерігає за народженням останнього члена раси — Адама Ворлока, якого вона має намір використовувати як зброю проти Вартових галиктики.
Вони з'явилися у фільмі «Вартові галактики 2» і анімаційному серіалі Disney+ «А що як...?».

## Інші види
Кілька інших видів з'являються по всьому КВМ, часто у вигляді одного персонажа. Вони включають Ксандарійці (такі як Краґлін і Корпус Нова), Кілосіани (Дрекс), Люфомоїди (Небула), Флора Колос (Ґрут), Зеоберей (Ґамора), Інсектоїди (Мантіс), Крилорійці (Беріт і Каріна), Кронани (Корґ),  Корбініти,  Дракони (Великий захисник), Спостерігачі (Уату) і Симбіоти (Веном). 